# Murdannia loriformis
Murdannia loriformis là một loài thực vật có hoa trong họ Commelinaceae. Loài này được (Hassk.) R.S.Rao & Kammathy mô tả khoa học đầu tiên năm 1962.